# 江仁
江仁（こう じん）は、紀元前1世紀、中国の前漢時代の人である。轑陽侯。生没年不明。
父は轑陽侯の江喜（または江徳）で、江仁は征和6年（紀元前87年）に後を嗣いで列侯となった。
永光4年（紀元前40年）、江仁は方士の勧めで侯を辞めることにして、家丞（侯に仕える役人）に上書させて印符を返還し、庶民になった。